# Аблеж
Аблеж (фр. Ableiges) — муниципалитет во Франции, в регионе Иль-де-Франс, департамент Валь-д'Уаз. Население — 972 человека (2000).
Муниципалитет расположен на расстоянии около 37 км северо-западнее Парижа, 8 км северо-западнее Сержи.

## Демография
Динамика населения (Cassini и INSEE):